# Julio Medem
Julio Médem Lafont (San Sebastián, 21 ottobre 1958) è un regista, sceneggiatore, montatore e produttore cinematografico spagnolo.

## Biografia
Medem nasce a San Sebastián, nei Paesi Baschi, il 21 ottobre del 1958, figlio di Julio Medem Sanjuán, di padre tedesco e madre spagnola originaria della Comunità Valenzana, e di Margarita Lafont Mendizábal, di padre francese e madre basca. Fin da adolescente realizza una serie di cortometraggi in super 8. Nel 1985 consegue la laurea in medicina presso l'Università dei Paesi Baschi. Scrive di cinema su diversi quotidiani e riviste finché, dopo aver vinto due premi con dei cortometraggi, decide di dedicarsi esclusivamente alla professione di regista. Deve però lavorare come montatore e assistente alla regia e scrivere diverse sceneggiature, regolarmente rifiutate dalle case di produzione, prima di riuscire finalmente ad esordire nel 1992 con Vacas, che si rivela un grande successo: vince il Premio Goya come miglior nuovo regista e viene premiato in diversi festival cinematografici internazionali (Londra, Montreal, Tokyo, Torino).
L'opera seconda, La ardilla roja (1993), è una conferma (premiato a Bogota e Gérardmer), mentre il successivo Tierra (1996) segna la sua affermazione, con la presentazione in concorso al Festival di Cannes. Gli amanti del circolo polare (1998) e Lucia e il sesso (2001) sono grandi successi in Spagna, mentre il successivo La pelota vasca: la piel contra la piedra (2003), documentario sul delicato tema del nazionalismo basco in Spagna, ha suscitato inevitabili polemiche, ottenendo comunque la nomination come miglior documentario ai Premi Goya e agli European Film Awards. Nel 2007 realizza Caótica Ana, presentato in concorso alla Festa del Cinema di Roma. Nel 2008 il Bergamo Film Meeting gli ha dedicato una retrospettiva completa.

## Filmografia
- Vacas (1992)
- La ardilla roja (1993)
- Tierra (1996)
- Gli amanti del circolo polare (Los amantes del círculo polar) (1998)
- Lucía y el sexo (2001)
- La pelota vasca: la piel contra la piedra - documentario (2003)
- Caótica Ana (2007)
- Room in Rome (Habitación en Roma) (2010)
- 7 Days in Havana (7 días en La Habana) segmento La tentadión de Cecilia (2012)
- Ma ma - Tutto andrà bene (Ma ma) (2015)
- L'albero del sangue (El árbol de la sangre) (2018)